# 78534 Renmir
78534 Renmir è un asteroide della fascia principale. Scoperto nel 2002, presenta un'orbita caratterizzata da un semiasse maggiore pari a 2,8001543 au e da un'eccentricità di 0,1112125, inclinata di 12,08110° rispetto all'eclittica.
L'asteroide è dedicato a Renato Bernardi e Mirella Ceccato, genitori di Fabrizio Bernardi, uno degli astronomi coinvolti nel progetto scopritore dell'asteroide.